# Дьяченко, Анатолий Игнатьевич
Дьяченко Анатолий Игнатьевич (укр. Дяченко Анатолій Гнатович, 20 ноября 1914, Богодухов — 31 мая 1986, Николаев) — советский партизан Украины и Югославии в годы Второй мировой войны. Командовал 2-м «русским» батальоном 18-й Словенской ударной Базовицкой бригады, 1-й Советской ударной бригадой (1-я Русская бригада, словен. 1. ruska brigada) Народно-освободительной армии Югославии (НОАЮ).

## Биография
Родился в городе Богодухов Харьковской области, украинец. В 1936 году окончил Славянский железнодорожный техникум. В этом же году призван на срочную военную службу, которую проходил в качестве матроса-подводника Тихоокеанского флота. В 1940 году был снят с воинского учета по состоянию здоровья. Работал в Краснокутском районе Харьковской области.

## Годы войны
Вскоре после вторжения Германии на территорию СССР, в июле 1941 года добровольцем вступил в ряды советского партизанского движения сопротивления. Был командиром диверсионной группы, действовавшей на территории Украины и Белоруссии. Во время одной из акций ранен, лечился у местных крестьян. Летом 1943 года арестован во время облавы. Этапирован в лагерь на севере Италии, где работал в рабочей команде.
В июле 1943 года в составе группы, в которую также входили Т. Н. Юрченко и М. П. Макаев, организовал побег из лагеря в горы. В течение полутора месяцев они искали итальянских партизан и только в начале сентября, в районе Тарченто, встретили небольшой партизанский отряд. С помощью итальянских товарищей группа А. И. Дьяченко переправилась через границу и прибыла в район словенского городка Кобарид, где вступила в состав недавно сформированной 2-й Сочской бригады НОАЮ (2. soška brigada). Это соединение сначала подчинялось оперативному штабу сочских бригад. С 10 октября вошло в состав новосозданной Горишской дивизии (с 17 октября 1943 года дивизия получила номер 27, позже — 30). 17 октября 1943 года 2-я Сочская бригада переименована в  18-ю Словенскую бригаду . Вместе с 30-й Словенской дивизией бригада входила в структуру 9-го корпуса НОАЮ. В рядах бригады А. И. Дьяченко воевал в Словении командиром советского отделения, роты, батальона. 
Осенью 1943 года численность советских граждан в бригаде возросла до 80 человек. Их объединили и сформировали «русскую» роту (ruskа četа). Русскими в Югославии по сложившейся традиции во время Второй мировой войны называли граждан СССР и военные формирования НОАЮ, состоявшие полностью или частично из советских граждан — представителей многих национальностей. Командиром новой роты был назначен А. И. Дьяченко. Историк В. Н. Казак писал: «Ужасы плена не сломили Дьяченко… Волевой и решительный, Дьяченко много сделал, чтобы повысить боеготовность русской роты, привлечь в неё новых бойцов».
К марту 1944 года на базе этой роты, состав которой значительно пополнился, был сформирован 2-й «русский» батальон бригады во главе с А. И. Дьяченко. Под его командованием на территории Словении было проведено 86 боёв с подразделениями войск гитлеровской коалиции и коллаборационистских формирований. Осуществлено 54 нападения на коммуникации и опорные пункты противника. Часть боевых операций бойцы проводили и в прилегающих районах Италии. Подразделение Анатолия Дьяченко провело 30 засад на автомобильных дорогах, в которых уничтожено до 100 автомашин, 13 бронеавтомобилей, 9 танков, свыше 2000 немецких и коллаборационистских солдат и офицеров. За время боевой деятельности как «русская» рота, так и батальон неоднократно отмечались в приказах командования за боевые заслуги. В отчёте 9-го словенского корпуса указывается, что советские бойцы в сложных ситуациях трижды спасали весь корпус, за что получали благодарности от штабов 30-й дивизии, 9-го корпуса и советской военной миссии. За особые заслуги 2-й батальон бригады был представлен к награждению орденом Партизанской Звезды III-й степени.
В январе 1945 года назначен заместителем командира бригады. В апреле 1945 года ему присвоили звание майора Югославской армии. В начале мая 1945 года возглавил сформированную в селе Шемпас 1-ю Русскую ударную бригаду.
Награждён двумя югославскими орденами «За храбрость», орденом Братства и единства с серебряным венком, орденом Партизанской Звезды II-й степени, медалью «За храбрость», а также советским орденом Красного Знамени.

## После войны
После войны А. И. Дьяченко жил в городе Николаеве. В 1957 году он побывал в Словении, посетил могилу героя-разведчика Мехти Гусейнзаде, встретился со своими боевыми товарищами, был принят Президентом Югославии Иосипом Броз Тито.